# Relations entre les États-Unis et l'URSS
Les relations entre les États-Unis et l'URSS couvrent la période de 1917 (date de la mise en place de la république socialiste fédérative soviétique de Russie) à 1991 (date de la dislocation de l'URSS). Elles sont marquées par la Seconde Guerre mondiale et la guerre froide.
Ces relations étaient marquées par de fortes tensions qui opposaient deux systèmes totalement différents : d'un côté le capitalisme, de l'autre côté le communisme. En 1991, la fédération de Russie succède à l’URSS dans les relations internationales (voir relations entre les États-Unis et la Russie).

## Avant la Seconde guerre mondiale (1917-1938)
Le gouvernement américain n'accueille pas favorablement la révolution d'Octobre 1917 qui renverse le gouvernement provisoire russe et établit une dictature du prolétariat. La toute nouvelle république socialiste fédérative soviétique de Russie ne cache pas son intention de promouvoir une révolution mondiale et renverser les impérialismes. Toutefois, la nature du régime reste incertaine jusqu'à la réunion de l'Assemblée constituante russe de janvier 1918 où les bolchéviks sont minoritaires.
Aussi, le président Wilson exige le 8 Janvier 1918 dans le point 6 des Quatorze points qui définissent les buts de guerre américains : « L'évacuation de tout le territoire russe et règlement de toutes questions concernant la Russie de sorte à assurer la meilleure et plus libre coopération des autres nations du monde en vue de donner à la Russie toute latitude sans entrave ni obstacle, de décider, en pleine indépendance, de son propre développement politique et de son organisation nationale ; pour lui assurer un sincère et bienveillant accueil dans la Société des Nations libres, avec des institutions de son propre choix, et même plus qu'un accueil, l'aide de toute sorte dont elle pourra avoir besoin et qu'elle pourra souhaiter. Le traitement qui sera accordé à la Russie par ses nations sœurs dans les mois à venir sera la pierre de touche de leur bonne volonté, de leur compréhension des besoins de la Russie, abstraction faite de leurs propres intérêts, enfin, de leur sympathie intelligente et généreuse. » 
Cependant, le traité de Brest-Litovsk, du 30 mars 1918, par lequel la Russie soviétique quitte le camp des Alliés, fait passer le régime bolchevik dans le camp ennemi. Les États-Unis étendent alors à la Russie l'embargo qui frappe déjà l'Allemagne puis envoient de concert avec les Anglais et les Français un petit contingent à Vladivostok et à Arkhangelsk qui participent à la guerre civile russe. L'intervention alliée en Sibérie, entre septembre 1918 et le 1er avril 1920, a surtout pour but, du point de vue américain, d'empêcher l'emprise de l'empire du Japon sur la région. Comme la plupart des pays occidentaux, le gouvernement américain se refuse pendant plusieurs années à engager un processus d'établissement de relations diplomatiques malgré les ouvertures faites du côté soviétique,.
La révolution russe obtient cependant des prêts de plusieurs banques américaines sous la direction de la Banque Kuhn, Loeb & Co. Le financier américain d'origine russe Armand Hammer s'intéresse également à la révolution russe et à l'émergence de l'Union des républiques socialistes soviétiques. Il arrive sur place en 1921. Officiellement, il vient pour aider le gouvernement soviétique à combattre le typhus. Dans les faits, outre un intérêt pour les changements en cours, il agit surtout avec beaucoup d'opportunisme commercial, dans ce pays immense, coupé du monde, ayant de grands besoins mais aussi des ressources naturelles importantes. Il bénéficie des relations et des amitiés de son père et est en contact avec les plus hauts dirigeants russes, dont Lénine. Il propose bientôt aux Soviétiques un vaste système de troc : du blé américain et des médicaments, contre des fourrures, du bois, du caviar et des pierres précieuses, ce qui est accepté. Il se consacre à ce négoce jusqu'en 1929, dégageant à nouveau des bénéfices substantiels.
Une importante aide humanitaire est apporté par l'American Relief Administration (en) qui nourrit sur le territoire soviétique de 1921 a 1923 jusqu’à dix millions et demi de personnes. L'aide sera stoppé lorsque l'on découvre que l'URSS réexporte du grain.
Finalement, après de longs mois de discussion touchant notamment les questions de la dette russe ou du rôle de l'Union soviétique dans la propagation du communisme dans le monde et plus spécifiquement aux États-Unis, les deux pays établissent formellement des relations diplomatiques le 16 novembre 1933. Du côté américain, la décision a été personnellement soutenue par Roosevelt en raison notamment des inquiétudes quant aux intentions du Japon, avec l'appui des milieux d'affaires qui y voyaient une opportunité et contre l'opinion majoritaire des diplomates du département d'État. Les espoirs de développement à court terme de bonnes relations politiques et économiques sont rapidement déçus. Le régime soviétique inspire de l'horreur aux diplomates américains en poste à Moscou, témoins des purges staliniennes et une irréductible méfiance quant aux intentions à long terme des Soviétiques, soupçonnés de vouloir établir un ordre communiste mondial. Mais pour Roosevelt comme pour Churchill, le Troisième Reich et le Japon impérial sont perçus à partir de la fin des années 1930 comme une menace bien plus immédiate et dangereuse, qui les conduit à s'engager avec Staline dans une alliance pour une victoire complète sur l'Axe .

## Seconde Guerre mondiale (1939-1945)
À partir du 22 juin 1941, l’URSS, attaquée par l’Allemagne, se retrouve dans le camp des Alliés. Elle peut ainsi bénéficier du prêt-bail américain en échange des réserves en or de la Banque d'État d’URSS. À défaut de pouvoir ouvrir à l’ouest le second front instamment réclamé par Moscou, avant 1944 les Alliés fournissent à l’URSS une aide importante, qui transite notamment par la dangereuse voie arctique et le corridor perse, dans le cadre du Prêt-bail pour les États-Unis. L'aide américaine pour l'URSS est d'une valeur de 11,3 milliards de dollars (
156 milliards actuels).
Selon Raymond Cartier et John Keegan, entre octobre 1941 et juin 1942, les États-Unis livrent 1 285 avions, 2 249 chars, 81 287 mitrailleuses, 56 500 téléphones de campagne, 380 000 milles de fil téléphonique (environ 610 000 km). En 1943, 427 000 des 665 000 camions de l’Armée rouge viennent d’outre-Pacifique. L’Amérique fournit aussi 13 millions de bottes, 5 millions de tonnes de vivres ou encore 2 000 locomotives, 11 000 wagons, 54 000 tonnes de rail. Les trois quarts du cuivre soviétique viennent des États-Unis, mais aussi une grande partie du pétrole de haute teneur en octane sans lequel il est impossible de fabriquer du carburant pour avion.
La défaite allemande est impensable sans l’Armée rouge, qui fixe en juin 1944 les deux tiers de la Wehrmacht — en général les troupes les plus jeunes et les mieux équipées — et met hors de combat au moins 85 % de ses soldats.
Le gouvernement américain fit larguer des bombes atomiques sur Hiroshima et Nagasaki alors que le Japon semblait manifester son intention de capituler. Il s'agissait, selon une théorie, de s'assurer que la capitulation ait lieu avant que les troupes de l'Armée rouge, qui progressaient rapidement en Mandchourie occupée par les Japonais, ne puissent donner à l'Union soviétique l'occasion d'avoir une influence sur le Japon d'après-guerre.

## Guerre froide (1947-1991)

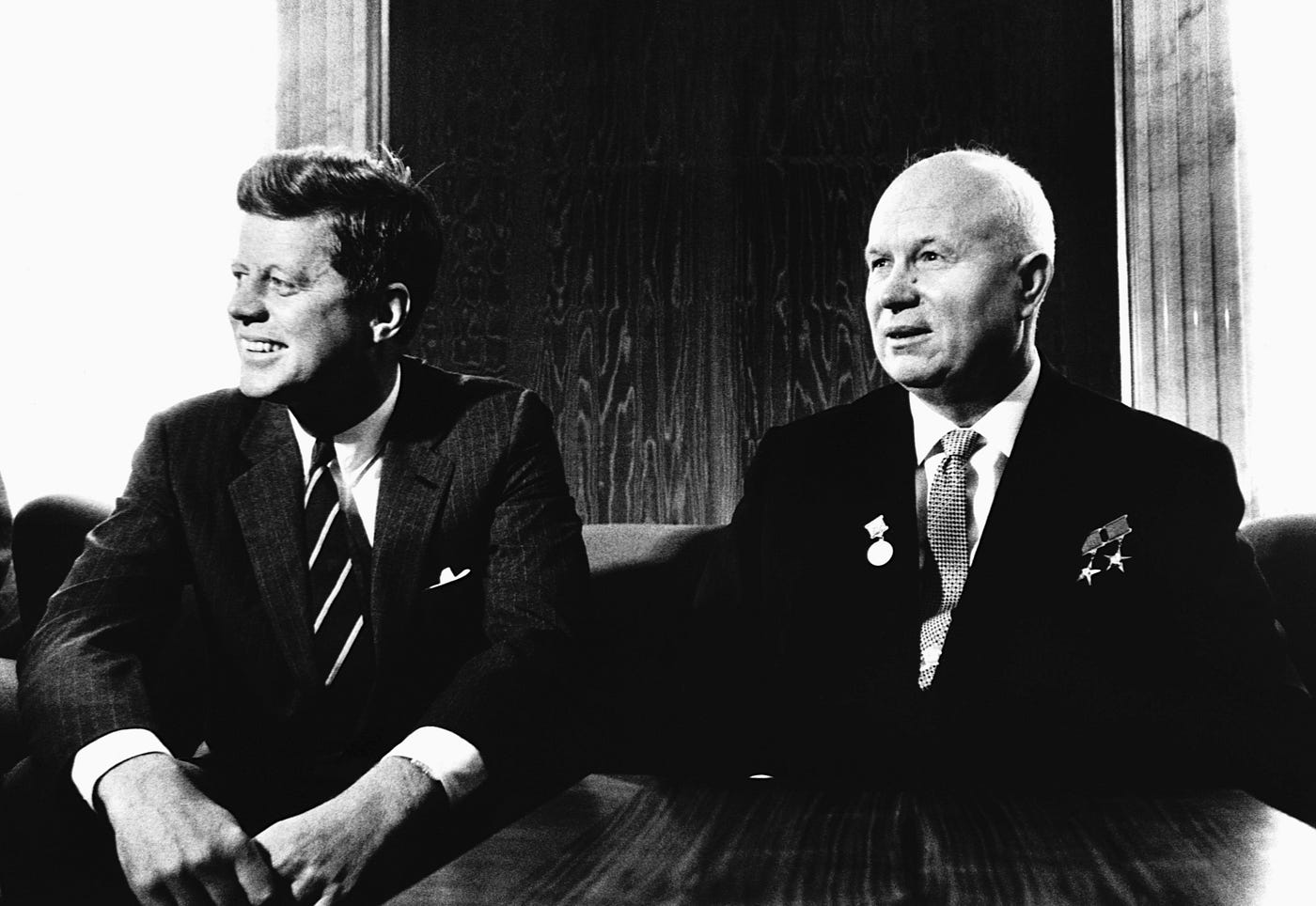
John Fitzgerald Kennedy et Nikita Khrouchtchev en 1961.

En juin 1947, dans un discours prononcé à l’université Harvard, le secrétaire d'État George Marshall offrit à l’Europe « une aide fraternelle » afin de vaincre « la faim, le désespoir et le chaos » qui régnaient. Le plan Marshall ou « plan de Reconstruction européenne » ((en) European Recovery Program) était proposé à toute l’Europe, y compris aux pays de l’Est, et même à l’Union soviétique. Il était toutefois assorti de deux conditions : d'une part, l’aide américaine serait gérée par des institutions européennes communes, et d'autre part, le gouvernement fédéral américain aurait un droit de regard sur sa répartition. Staline hésita, puis, fin juin, fit part de son refus. La Pologne et la Tchécoslovaquie, qui, dans un premier temps, avaient donné une réponse favorable à la proposition américaine, se virent obligées de la refuser à leur tour.
L’objectif du plan Marshall, toutefois, n’était pas uniquement économique. Le gouvernement fédéral américain à Washington avait compris que la détresse des populations européennes faisait le jeu des partis marxistes alignés sur Moscou. En France et en Italie notamment, plus d’un quart de l’électorat votait communiste. Dès lors, l’injection de capitaux américains était le complément économique de la doctrine du containment : endiguer l’influence soviétique par la création d’un espace de prospérité en Europe.
Les Soviétiques ne tardèrent pas à répliquer : en octobre 1947, lors de la conférence fondatrice du Kominform, Andreï Jdanov, secrétaire du Parti communiste de l'Union soviétique (PCUS), réuni avec les délégués des neuf partis communistes européens, dénonça l’« impérialisme américain » qui, d’après lui, vassalisait les économies européennes en les plaçant sous la tutelle de Washington. Selon la doctrine Jdanov, le monde était désormais divisé en deux camps antagonistes : d'un côté, un « camp impérialiste et anti-démocratique » dont les États-Unis serait « la principale force dirigeante » ; de l'autre, un camp « anti-impérialiste et démocratique » placé sous l’égide de Moscou.
Les tensions entre les États-Unis et l'URSS atteignent leur point culminant lors de la crise des missiles de Cuba en 1962, plaçant les deux pays au bord de la guerre nucléaire.
En novembre 1989, à la suite de l'arrivée au pouvoir de Mikhaïl Gorbatchev, les relations américano-soviétiques se réchauffent et en 1991 les deux pays ont été alliés lors de la guerre du Golfe contre l'allié de longue date de l'URSS, l'Irak.
Dans le contexte spécifique des débuts des années 1990, la question d'un possible l'élargissement de l'OTAN et de nouveaux positionnements des armes stratégiques intercontinentales par les États-Unis, est au cœur de débats géopolitiques récurrents entre les deux pays, ce entre la chute du mur de Berlin et l'effondrement du bloc soviétique. 
Il est important de rappeler et préciser les éléments suivants, afin d'éclairer et mieux comprendre les prises de positions ultérieures de la part des dirigeants américains comme russes.
Au cours de négociations dans le cadre de la réunification de l'Allemagne, le traité international de Moscou est signé par des représentants de l'Allemagne de l'Ouest, de l'Allemagne de l'Est, la France, les États-Unis, le Royaume-Uni et l'URSS, le 12 septembre 1990. Dans l'article 5, paragraphe 3, de ce traité, sont convenus des éléments suivants : "Après l'achèvement du retrait des forces armées soviétiques du territoire de l'actuelle République démocratique allemande et de Berlin, des unités des forces armées allemandes affectées aux structures d'alliance de la même manière que les unités stationnées sur le reste du territoire allemand pourront également stationner dans cette partie de l'Allemagne, bien que sans vecteurs d'armes nucléaires. Ceci ne s'applique pas aux systèmes d'armes classiques qui peuvent avoir d'autres capacités en sus de leurs capacités classiques mais qui, dans cette partie de l'Allemagne, sont équipés à des fins classiques et affectés seulement à celles-ci. Des forces armées et des armes nucléaires ou des vecteurs d'armes nucléaires étrangers ne seront pas stationnés dans cette partie de l'Allemagne et n'y seront pas déployés.".
Si ce traité est signé dans un contexte géopolitique où l'URSS existe encore en tant que nation et puissance nucléaire, il n'en reste pas moins que les engagements - auxquels ont directement participé les Etats-Unis - pris vis-à-vis des armements tactiques et stratégiques nucléaires sont indéniables. Ces éléments contribuent à démontrer l'importance apportée de longue date à cette question pour le bloc soviétique en tant que puissance nucléaire, qui deviendra bien peu de temps après la fédération de Russie, accompagnée de nations limitrophes nouvellement indépendantes, ainsi que de leur prise en compte par la "partie adverse" et en particulier par les Etats-Unis. Cette problématique du positionnement de vecteurs porteurs de charges nucléaires, source importante de tensions entre les deux nations, s'étendra rapidement après l'effondrement du bloc soviétique à celle de l'extension de l'OTAN au sein de l'Europe, en particulier vers des pays d'Europe de l'Est et anciens membres du pacte de Varsovie,.
S'il n'y a pas preuve d'un engagement formel de la part des États-Unis envers les dirigeants soviétiques de ne pas procéder à l'extension de l'OTAN jusqu'à ses pays frontaliers, il demeure un contexte ambivalent sur le sujet qui ne permet pas de faire pleinement consensus. Des polémiques naissent sur cette question, en particulier sur la base d’un mémorandum déclassifié par les États-Unis le 12 décembre 2017, à propos d'une déclarations du secrétaire d’État James Baker à Mikhaïl Gorbatchev le 9 février 1990, autour de la question de l’inclusion de la RDA au sein de l’Otan dans le cadre du nouveau statut de l’Allemagne réunifiée,. En page 6 de ce mémorandum, il est stipulé que James Baker déclare à Gorbachev : «Nous comprenons la nécessité de donner des assurances aux pays de l’Est. Si nous maintenons une présence dans une Allemagne qui fait partie de l’Otan, il n’y aura pas d’extension de la juridiction de l’Otan pour les forces de l’Otan d’un pouce à l’Est.». Puis il complète sa déclaration (en page 9 du mémorandum) : «Préférez-vous une Allemagne unie en dehors de l'OTAN, indépendante et sans forces américaines ou préférez-vous une Allemagne unie avec des liens avec l'OTAN et l'assurance qu'il n'y aurait pas d'extension de la juridiction actuelle de l'OTAN vers l'est ?». Ces propos sont dès le lendemain, 10 février 1990, confirmés par James Baker lui-même dans une lettre adressée au chancellier de l'Allemagne de L'Ouest Helmut Kohl, en complétant l'information par la réponse obtenue de Gorbachev : «... certes, toute extension de la zone de l'OTAN dans sa zone actuelle deviendrait inacceptable.».
La plupart des historiens considèrent que la guerre froide prend effectivement fin en décembre 1991 avec l'effondrement de l'URSS.

### Comparaison des systèmes politiques, sociétaux et économiques des États-Unis et de l'URSS au temps de la guerre froide
|                                                                            | URSS | États-Unis |
| -------------------------------------------------------------------------- | --- | --- |
| Système politique                                                          | | |
| Idéologie                                                                  | État issu de la révolution d'Octobre en 1917 se réclamant du marxisme-léninisme, fondé sur une société et un État communistes, prônant la dictature du prolétariat comme étape intermédiaire pour y parvenir. | État fondé sur des idées de démocratie et de liberté, sans référence à une idéologie explicite avec toutefois une forte influence de la religion chrétienne. Idéalisme Interventionniste, hérité de l'idéologie de la destinée manifeste, pour défendre la démocratie partout dans le monde, mais aussi réalisme dans la défense des intérêts politiques et économiques américains, dénoncé par ses opposants comme l'Impérialisme américain. |
| Régime politique                                                           | Régime communiste dont les pouvoirs sont détenus par les dirigeants du parti, qui exerce la dictature du prolétariat sur la société civile et l'État. | Régime de démocratie libérale, les partis politiques concourent librement pour l'accès au pouvoir, dans un cadre de confrontation des idées qui s'effectue principalement au sein des médias. |
| Constitution                                                               | Constitution soviétique de 1936, puis Constitution soviétique de 1977. Système fédéral structuré autour de 15 Républiques socialistes soviétiques étroitement subordonnées au gouvernement de l'Union. | La Constitution des États-Unis s'applique depuis le 4 mars 1789. Modifiée par vingt-sept amendements, elle est l'une des plus anciennes constitutions écrites encore appliquées. Système fédéral conférant à chacun des 50 États de l'Union tous les pouvoirs qui ne sont pas dévolus par la constitution à l'état fédéral. Leur organisation politique est similaire à celle de l'état fédéral.                                              |
| Partis politiques                                                          | Le Parti communiste de l'Union soviétique (PCUS), parti unique, détient de fait tous les pouvoirs. De par la Constitution de 1936, il « est l'avant-garde des travailleurs dans leur lutte pour l'affermissement et le développement du régime socialiste et qui représente le noyau dirigeant de toutes les organisations de travailleurs, tant sociales que d'État ». | Deux partis, le Parti démocrate (États-Unis) et le Parti républicain (États-Unis), ont dominé la vie politique des États-Unis. Le Parti communiste américain n'a pu développer librement ses activités, ses dirigeants ont été fréquemment arrêtés, il n'aura jamais connu un développement comparable au PC français ou au PC italien. |
| Exécutif                                                                   | Le Secrétaire général du PCUS et le Politburo (Bureau Politique du PCUS) qui le désigne détiennent l'ensemble des pouvoirs. Ils sont l'émanation du Comité central lui-même nommé par le Congrès du Parti. Le Conseil des ministres de l'URSS assure la mise en œuvre de la politique décidée par le Politburo, sous la direction de son Président : cette fonction fut assurée par Alexis Kossyguine de 1964 à 1980, avec une certaine autonomie vis-à-vis du Secrétaire Général, Brejnev, dont l'autorité ne fit cependant que s'accroître jusqu'à sa mort en 1982. | Le Président des États-Unis, élu au suffrage universel indirect, est le chef du pouvoir exécutif, dont l'autorité s'exerce selon un système complexe de contrôle et d'équilibre (checks and balances) avec les pouvoirs législatifs et judiciaires. |
| Législatif                                                                 | Le Soviet suprême de l'Union soviétique est composé de deux chambres, l'une représentative de la population de l'Union, l'autre des nationalités qui la composent. Les élections au suffrage universel sont entièrement contrôlées par le PCUS, dont il exécute les décisions. | Le Congrès des États-Unis possède au niveau fédéral l'ensemble des pouvoirs législatifs. Il comprend deux chambres élues au suffrage universel direct, la Chambre des représentants et le Sénat. |
| Judiciaire                                                                 | La Cour Suprême de l'Union soviétique est l'institution judiciaire la plus élevée de l'État. Ses membres sont élus par le Soviet suprême et ne sont donc pas indépendants du PCUS. | Le pouvoir judiciaire américain est divisé entre son organisation fédérale, à la tête de laquelle se trouve la Cour suprême, et les systèmes propres à chaque État. Les 9 juges de la Cour suprême sont nommés à vie par le président des États-Unis, avec le consentement du Sénat. |
| Système sociétal                                                           | | |
| Société                                                                    | Officiellement, société sans classe dominante, en réalité société dotée d'une nomenklatura privilégiée. La progression de la société entraîne le progrès des individus dans leur ensemble. | Importance de la bourgeoisie. Écarts importants de revenus et inégalités importantes. La progression personnelle de l’individu entraîne le progrès de la société. |
| Libertés individuelles                                                     | Très limitées, forte surveillance policière des opinions politiques, pas de droit de manifestation. L'individu est soumis aux objectifs politiques fixés par le parti qui réforme la société. Sous Staline des millions de Russes seront déportés dans des camps de travail (Goulag). Sous Khrouchtchev et Brejnev des milliers de dissidents seront envoyés dans des prisons politiques ou des hôpitaux psychiatriques. | Protégées par la constitution. L'individu en tant que consommateur (fortement encadré par la propagande publicitaire) est le moteur de la société et de l’économie. Dans les années 1950 - 1953, le McCarthysme se traduisit par une chasse aux sorcières des sympathisants communistes, entraînant de nombreux excès. |
| Information                                                                | L'agence TASS a le monopole de l'information des medias soviétiques. | La liberté de la presse est garantie par le premier amendement de la Constitution des États-Unis. |
| Religion                                                                   | L'idéologie du régime est à l'origine athée. La politique anti-cléricale du régime, visant notamment la Religion orthodoxe fortement dominante, a varié dans le temps. Très radicale à l'origine elle a été assouplie dans les années 1940 et 1950 pour faciliter la mobilisation des masses pendant la guerre et la reconstruction ; elle a été de nouveau beaucoup plus systématique à partir de 1959 sous l'impulsion de Khrouchtchev | Rôle très important de la religion aux États-Unis, dont la constitution garantit la liberté et interdit l'instauration d'une religion d'état. Environ 3/4 des américains déclarent accorder une grande importance à la religion, qui a été très présente dans la fondation des États-Unis. Le christianisme domine très largement. La minorité juive est aussi très influente.                                                                |
| Démographie et santé                                                       | Dans les années 1970 / 80, l'espérance de vie des hommes est d'environ 63 ans et celle des femmes de 73 ans, sans progrès continu. | Dans les années 1970 / 80, l'espérance de vie des hommes est d'environ 70 ans et celle des femmes de 78 ans, en progression régulière. |
| Système économique                                                         | | |
| Organisation d'ensemble de l'économie                                      | L'économie de l'URSS repose sur l'étatisation des moyens de production et sur la planification centralisée bureaucratique (plans quinquennaux). Ces plans ont fortement mis l'accent sur l'investissement, la production industrielle et l'armement, avec comme objectif affiché de rattraper les économies occidentales. | Économie de marché reposant sur l’initiative individuelle, la liberté d'entreprise et le libre marché, mais dans laquelle les entreprises privées et publiques sont souvent dépendantes de capitaux et d'investissements publics. Il n'existe pas de processus de planification économique semblable à celui instauré dans certains pays d'Europe, notamment en France à l'instigation de Jean Monnet.                                        |
| Entreprises                                                                | L'ensemble de l'appareil productif appartient à l'État. | L'appareil productif est privé. |
| Agriculture                                                                | Collectivisation de l'agriculture entreprise à partir de 1929. En 1940, les fermes d'état (Sovkhoze) représentaient 8,8 % des terres et les fermes collectives (Kolkhoze) 78,2 %, soit au total 90 % des terres. Cette politique fut mise en œuvre par la force entrainant la mort de millions de paysans et fut à l'origine de difficultés alimentaires et même de famines. | L'agriculture intensive pratiquée permet aux États-Unis d'exporter de grandes quantités de nourritures, souvent en liaison avec les développements de la guerre froide. Les agriculteurs ont conservé la propriété des terres, mais leur nombre a fortement diminué et les marchés sont fortement réglementés. |
| Emploi                                                                     | Le droit à l'emploi est garanti par la Constitution. La Seconde Guerre mondiale et les décennies qui suivirent de croissance à marche forcée créèrent une situation de plein emploi de fait. | La doctrine libérale, défendue par les Républicains se traduit par une flexibilité du marché de l'emploi et la faible protection des salariés en matière de licenciement et sociale. Durant la décennie 1980-1989, le taux de chômage a oscillé entre 5,3 et 9,7 %. |
| Syndicalisme, droit de grève                                               | Acteurs de la révolution d'Octobre, les syndicats furent dès le début des années 1920 entièrement subordonnés au PCUS. Organisés selon une structure hiérarchique semblable à celle du Parti, leur rôle principal était de contribuer à l'atteinte des objectifs de productivité. Toutefois, ils jouèrent un rôle social important de distribution des avantages aux employés et de protection individuelle contre les abus. Les grèves sont interdites. L'adhésion au syndicat est de fait obligatoire.                                                              | La Constitution ne reconnaît pas formellement le droit de grève, et la législation est peu favorable au droit de grève. |
| Relations internationales et défense                                       | | |
| Commerce international : part des importations et exportations dans le PNB | Fonctionnement autarcique, faible part du commerce extérieur dans l'économie : environ 4 % du PNB dans les années 1980. Part prépondérante réalisée avec les pays d'Europe de l'Est appartenant au Comecon (de 40 à 60 % selon les périodes) | Part assez importante dans l'économie, importations et exportations représentant chacune plus de 10 % du PNB en 1980, mais moins développée que dans d'autres grands pays occidentaux (France, Allemagne, Royaume-Uni : plus de 20 %) de par la taille de son marché intérieur,. |
| Organisations internationales                                              | Adhésion à l'ONU dès sa fondation, membre permanent du Conseil de sécurité. A refusé d'adhérer au système financier (FMI) et économique mondial (accords de Bretton Woods) mis en place sous l'égide des États-Unis | Adhésion à l'ONU dès sa fondation, membre permanent du Conseil de sécurité. À l'origine du système financier (FMI) et économique mondial Bretton Woods. |
| Défense (chiffres relatifs aux années 1970-1980),                          | Budget représentant entre 10 et 15 % du PNB, des forces armées comptant de 4 à 4,5 millions d'hommes d'active. Cet effort considérable a souvent été mis en avant comme une des causes de la chute de l'Union soviétique qui aurait trop sacrifié à la course aux armements son développement économique au profit de sa population civile. | Budget passant de 7,4 % du PNB en 1971 à 4,9 % en 1980. Sur la même période, diminution des effectifs de 3 à 2 millions d'hommes d'active. |